# پرندگان خشمگین فصول
«پرندگان خشمگین فصول» (انگلیسی: Angry Birds Seasons) یک بازی ویدئویی در سبک پازل است که در سال ۲۰۱۰ و در پلت‌فرم‌های ویندوز فون، اندروید، آی‌اواس، و مایکروسافت ویندوز منتشر شده‌است.